# Sărituri cu schiurile la Jocurile Olimpice de iarnă din 2022 - Individual feminin, trambulină normală
Proba de sărituri cu schiurile, individual feminin, trambulină normală de la Jocurile Olimpice de iarnă din 2022 de la Beijing, China a avut loc pe 5 februarie 2022.
Competiția a fost câștigată de slovena Urša Bogataj, fiind prima medalie olimpică pe care o câștigă. Împreună cu Nika Križnar, care s-a clasat pe locul al treilea, a adus primele medalii olimpice pentru la sărituri cu schiurile feminin. Vicecampioana en-titre, Katharina Althaus a ocupat tot a doua poziție.

## Program
Orele sunt orele Chinei (ora României + 6 ore).
| Dată        | Ora         | Rundă      |
| ----------- | ----------- | ---------- |
| 5 februarie | 18:45-19:20 | Calificări |
| 5 februarie | 19:35-20:08 | Finala     |

## Rezultate
Finala a început la 18:45.
| Loc | Număr de concurs | Nume                   | Țara                       | Runda 1      | Runda 1 | Runda 1 | Runda finală             | Runda finală             | Runda finală             | Total                    |
| Loc | Număr de concurs | Nume                   | Țara                       | Distanța (m) | Puncte  | Loc     | Distanța (m)             | Puncte                   | Loc                      | Puncte                   |
| --- | ---------------- | ---------------------- | -------------------------- | ------------ | ------- | ------- | ------------------------ | ------------------------ | ------------------------ | ------------------------ |
| 1   | 39               | Urša Bogataj           | Slovenia                   | 108,0        | 118,0   | 2       | 100,0                    | 121,0                    | 1                        | 239,0                    |
| 2   | 40               | Katharina Althaus      | Germania                   | 105,5        | 121,1   | 1       | 94,0                     | 115,7                    | 3                        | 236,8                    |
| 3   | 37               | Nika Križnar           | Slovenia                   | 103,0        | 113,9   | 3       | 99,5                     | 118,1                    | 2                        | 232,0                    |
| 4   | 36               | Sara Takanashi         | Japonia                    | 98,5         | 108,7   | 5       | 100,0                    | 115,4                    | 4                        | 224,1                    |
| 5   | 38               | Ema Klinec             | Slovenia                   | 100,0        | 112,1   | 4       | 90,5                     | 103,3                    | 6                        | 215,4                    |
| 6   | 35               | Silje Opseth           | Norvegia                   | 92,5         | 94,7    | 12      | 95,0                     | 105,8                    | 5                        | 200,5                    |
| 7   | 22               | Irina Avvakumova       | COR                        | 95,0         | 99,6    | 9       | 89,5                     | 96,7                     | 8                        | 196,3                    |
| 8   | 30               | Lisa Eder              | Austria                    | 92,0         | 92,3    | 15      | 90,0                     | 101,1                    | 7                        | 193,4                    |
| 9   | 29               | Špela Rogelj           | Slovenia                   | 93,0         | 101,7   | 8       | 82,0                     | 82,5                     | 18                       | 184,2                    |
| 10  | 7                | Irma Makhinia          | COR                        | 90,0         | 85,4    | 17      | 90,0                     | 95,5                     | 9                        | 180,9                    |
| 11  | 32               | Joséphine Pagnier      | Franța                     | 96,0         | 102,1   | 7       | 78,5                     | 77,4                     | 22                       | 179,5                    |
| 12  | 34               | Daniela Iraschko-Stolz | Austria                    | 91,5         | 94,1    | 14      | 80,5                     | 83,9                     | 16                       | 178,0                    |
| 13  | 26               | Yuki Ito               | Japonia                    | 94,0         | 95,5    | 10      | 82,0                     | 81,2                     | 20                       | 176,7                    |
| 14  | 21               | Yūka Setō              | Japonia                    | 94,5         | 94,6    | 13      | 83,5                     | 81,9                     | 19                       | 176,5                    |
| 15  | 31               | Anna Odine Strøm       | Norvegia                   | 91,5         | 91,5    | 16      | 84,0                     | 84,5                     | 15                       | 176,0                    |
| 16  | 23               | Frida Westman          | Suedia                     | 87,0         | 80,9    | 21      | 90,0                     | 94,6                     | 10                       | 175,5                    |
| 17  | 25               | Aleksandra Kustova     | COR                        | 88,0         | 81,4    | 20      | 85,0                     | 90,0                     | 13                       | 171,4                    |
| 18  | 27               | Kaori Iwabuchi         | Japonia                    | 94,5         | 94,8    | 11      | 83,0                     | 74,8                     | 24                       | 169,6                    |
| 19  | 20               | Juliane Seyfarth       | Germania                   | 86,0         | 78,7    | 23      | 88,0                     | 89,9                     | 14                       | 168,6                    |
| 20  | 33               | Eva Pinkelnig          | Austria                    | 87,0         | 83,9    | 18      | 84,0                     | 82,6                     | 17                       | 166,5                    |
| 21  | 28               | Thea Minyan Bjørseth   | Norvegia                   | 99,5         | 104,1   | 6       | 73,0                     | 59,9                     | 29                       | 164,0                    |
| 22  | 19               | Selina Freitag         | Germania                   | 80,0         | 69,8    | 28      | 90,0                     | 93,2                     | 11                       | 163,0                    |
| 23  | 15               | Abigail Strate         | Canada                     | 75,5         | 71,7    | 26      | 84,5                     | 90,2                     | 12                       | 161,9                    |
| 24  | 24               | Pauline Heßler         | Germania                   | 89,5         | 80,9    | 21      | 83,0                     | 80,7                     | 21                       | 161,6                    |
| 25  | 17               | Daniela Haralambie     | România                    | 88,5         | 83,0    | 19      | 79,5                     | 73,2                     | 25                       | 156,2                    |
| 26  | 13               | Sofia Tikhonova        | COR                        | 78,5         | 70,3    | 27      | 83,0                     | 76,5                     | 23                       | 146,8                    |
| 27  | 18               | Julia Kykkänen         | Finlanda                   | 82,5         | 72,6    | 25      | 75,0                     | 67,5                     | 26                       | 140,1                    |
| 28  | 14               | Karolína Indráčková    | Cehia                      | 82,0         | 77,4    | 24      | 65,0                     | 53,3                     | 30                       | 130,7                    |
| 29  | 4                | Jessica Malsiner       | Italia                     | 76,5         | 62,0    | 30      | 75,5                     | 62,4                     | 27                       | 124,4                    |
| 30  | 2                | Anežka Indráčková      | Cehia                      | 79,0         | 62,8    | 29      | 72,5                     | 60,5                     | 28                       | 123,3                    |
| 31  | 6                | Dong Bing              | China                      | 73,0         | 57,3    | 31      | Nu a avansat mai departe | Nu a avansat mai departe | Nu a avansat mai departe | Nu a avansat mai departe |
| 32  | 11               | Jenny Rautionaho       | Finlanda                   | 66,5         | 48,5    | 32      | Nu a avansat mai departe | Nu a avansat mai departe | Nu a avansat mai departe | Nu a avansat mai departe |
| 33  | 5                | Klára Ulrichová        | Cehia                      | 70,5         | 48,2    | 33      | Nu a avansat mai departe | Nu a avansat mai departe | Nu a avansat mai departe | Nu a avansat mai departe |
| 34  | 12               | Julia Clair            | Franța                     | 64,0         | 43,3    | 34      | Nu a avansat mai departe | Nu a avansat mai departe | Nu a avansat mai departe | Nu a avansat mai departe |
| 35  | 8                | Kinga Rajda            | Polonia                    | 69,0         | 40,9    | 35      | Nu a avansat mai departe | Nu a avansat mai departe | Nu a avansat mai departe | Nu a avansat mai departe |
| 36  | 9                | Nicole Konderla        | Polonia                    | 64,0         | 37,8    | 36      | Nu a avansat mai departe | Nu a avansat mai departe | Nu a avansat mai departe | Nu a avansat mai departe |
| 37  | 1                | Anna Hoffmann          | Statele Unite ale Americii | 64,5         | 36,2    | 37      | Nu a avansat mai departe | Nu a avansat mai departe | Nu a avansat mai departe | Nu a avansat mai departe |
| 38  | 3                | Peng Qingyue           | China                      | 63,5         | 31,3    | 38      | Nu a avansat mai departe | Nu a avansat mai departe | Nu a avansat mai departe | Nu a avansat mai departe |
|     | 10               | Sophie Sorschag        | Austria                    | DS           | DS      | DS      | Nu a avansat mai departe | Nu a avansat mai departe | Nu a avansat mai departe | Nu a avansat mai departe |
|     | 16               | Alexandria Loutitt     | Canada                     | DS           | DS      | DS      | Nu a avansat mai departe | Nu a avansat mai departe | Nu a avansat mai departe | Nu a avansat mai departe |